# Светлый (Ивановская область)
Светлый — село в Тейковском районе Ивановской области. Входит в состав Новолеушинского сельского поселения.

## География
Находится в юго-западной части Ивановской области у южной границы районного центра города Тейково.

## История
Населенный пункт еще в 1995 году не был отмечен на региональной карте.

## Население
Постоянное население составляло 269 человек в 2002 году (русские 96 %), 253в 2010.